# Carbino
Carbino, in chimica organica è spesso un termine generale per ogni composto che ha una struttura molecolare che include un atomo di carbonio elettricamente neutro con 3 elettroni di valenza liberi, connesso da un legame covalente singolo. L'atomo di carbonio ha uno o tre elettroni non accoppiati, a seconda del suo stato di eccitazione; rendendolo un radicale o un triradicale.
Un carbino ha formula chimica R-C• oppure R-C3•  (oppure ·CR e ⫶CR). I carbini possono essere visti come derivati del più semplice composto di questo tipo, il radicale metilidino ovvero dagli insostituiti HC• or HC3•, dove il gruppo funzionale è l'atomo H.

## Configurazione elettronica
Le molecole dei carbini di solito sono osservati nello stato di doppietto elettronico: gli elettroni di non legame sul carbonio sono disposti con una elettrone non accoppiato e una coppia di elettroni con reattività di radicale, lasciando un orbitale atomico vuoto. Possono anche trovarsi nello stato di quartetto mostrando la reattività di un triradicale.
Doppietto
Il caso più semplice di carbino doppietto è quello del CH•, questa molecola ha una configurazione elettronica1σ2 2σ2 3σ2 1π. Qui l'orbitale molecolare 1σ coincide in pratica con l'orbitale atomico 1s del carbonio, mentre il 2σ è l'orbitale che lega C-H e consiste nella sovrapposizione di un orbitale ibrido sp del carbonio con l'orbitale 1s dell'idrogeno. Il 3σ è un orbitale di non-legame del carbonio che punta lungo l'asse C-H lontano dall'idrogeno, mentre vi sono due orbitali di non-legame 1π perpendicolari all'asse C-H. Tuttavia il 3σ è un ibrido sp che ha energia inferiore all'orbitale 1π che è puro p, quindi il 3σ viene riempito prima dell'1π. Il radicale CH difatti è isoelettronico con l'atomo di azoto che ha tre elettroni spaiati secondo la regola di Hund della massima molteplicità. Tuttavia, poiché che l'atomo di azoto ha tre orbitali p degeneri mentre il radicale CH ha l'orbitale 3σ ibrido, sussiste una differenza di energia nelle due strutture.

## Reazioni
Un carbino è un intermedio reattivo di breve durata. Ad esempio, il CF viene rivelato in fase gassosa tramite spettroscopia come intermedio nella fotolisi del CHFBr2.
I carbini agiscono da ligandi trivalenti nei complessi con metalli di transizione, in cui sono connessi al metallo dai tre elettroni non legati nel gruppo -C3•. Esempi di composti di coordinazione sono Cl(CO)4W≡C-CH3, WBr(CO)2(2,2'-bipiridina)≡C-arile e WBr(CO)2(PPh3)2≡C-NR2.
Ad esempio dalla reazione di W(CO)6 con la base [(CH3)2CH]2NLi 
si ottiene (iPr2N)(OLi)C=W(CO)5. Questo sale viene ossidato o con bromuro di ossalile o con dibromuro trifenilfosfina, seguito da addizione di trifenilfosfina. Un altro metodo è trattare un metossi carbene-metallo con un acido di Lewis.